# Црква Покрова Пресвете Богородице у Сребреници
Црква Покрова Пресвете Богородице једнобродна је грађевина у Сребреници, Република Српска. Припада епархији зворничко-тузланској, а посвећена је Покрову Пресвете Богородице.

## Историја
Градња цркве започета је 1901. године. Сазидана је од камена, димензија је 25 × 12 m, покривена је бакром и има једно звоно. Када је градња завршена 1903. године, Митрополит дабробосански Николај Мандић осветио је храм.
Током Првог светског рата црква је знатно оштећена, а обновљена је одмах након рата. У Другом светском рату усташе су спалиле цркву, али је убрзо након тога опет обновљена. Црква је највише оштећена и оскрнављена Одбрамбено-отаџбинском рату 1992—1995. године. Муслиманске снаге под командом Насера Орића су 1992. године запалиле звоник и парохијски дом, док су саму цркву користили као шталу. Том приликом је спаљена целокупна црквена архива и све матичне књиге. Обнова која је уследила у периоду 2001—2003. године успела је да санира претходно насталу штету и спреми цркву за прославу стогодишњице, када ју је Епископ зворничко-тузлански Василије поново осветио.

## Архитектура и унутрашњост
Црква није живописана, само су у њој били осликани орнаменти који су уклоњени због оштећености унутрашњих зидова у Одбрамбено-отаџбинском рату 1992—1995. године. Иконостас је у дуборезу од храстовог дрвета урадио Бане Николић из Крагујевца. Иконе су израђене у иконописачкој радионици Минић у Београду.

## Црквена околина
Парохијски дом саграђен 1937. године, у ком је живео свештеник, спаљен је током рата 1992. године, а нови је изграђен 2004. године. Светосавски дом површине 60 квадратних метара налази се у порти цркве. У сребреничкој општини постоје бројни стећци који се могу наћи у Осретку, Ликарима, Осмачама, Ковачицама, Ораховици и Подравњу. У цркви су се до 1992. године налазиле и спомен-плоче страдалима у Другом светском рату, али су оне уништене током рата 1992—1995. године. Недалеко од парохијског дома налази се спомен-соба страдалим у поменутом Одбрамбено-отаџбинском рату.
При цркви је у међуратном периоду постојало Коло српских сестара основано 1922. године, које се бавило хуманитарним радом, а чији је рад након Другог светског рата забрањен. Обновљено је тек 2005. године, али је убрзо замрло, да би се поново активирало 2012. године. При цркви такође постоји црквени хор, као и гусларска секција.

## Галерија
- Црква, 5. јула 2017.
- Унутрашњост цркве 5. јула 2017.
- Унутрашњост цркве, касније